# Meristis
Meristis là một chi bướm đêm thuộc họ Noctuidae.